# 5924 Teruo
Az 5924 Teruo (ideiglenes jelöléssel 1994 CH1) a Naprendszer kisbolygóövében található aszteroida. Kobajasi Takao fedezte fel 1994. február 7-én.